# 聲王
聲王是中國古代諸侯（君主）的諡號之一。 
- 楚聲王
- 梁聲王